# Noah (film 2014)
Noah è un film del 2014 scritto, diretto e prodotto da Darren Aronofsky, con protagonista Russell Crowe nei panni del patriarca biblico Noè.
Il film è ispirato alla storia dell'Arca di Noè narrata nell'Antico Testamento.

## Trama
La storia narra la celebre impresa biblica compiuta dal patriarca Noè scritta nel libro della Genesi dell'Antico Testamento, che prevede la costruzione di un'imponente arca allo scopo di salvare il destino di tutti gli uomini giusti dal diluvio universale progettato da Dio.
Tanto tempo fa, in seguito alla nascita della Terra e di tutti gli esseri viventi, il Creatore (così viene chiamato per l'intero film) dà vita ad Adamo ed Eva, una coppia di creature a sua immagine e somiglianza (gli uomini), e li fa vivere nell'Eden al suo fianco. Ma questi, irretiti dal serpente, dopo aver raccolto il frutto della tentazione, vengono sopraffatti dall'odio e vengono esiliati sulla Terra, dove poi avranno tre figli: Caino, Abele e Set. Accecato dall'odio, Caino arriva ad uccidere con una pietra suo fratello Abele, per poi fuggire lontano e trovare rifugio da una stirpe di angeli caduti, chiamati "Vigilanti". Pian piano, i discendenti di Caino si espandono in tutta la Terra diffondendo odio e tristezza dappertutto. L'unica speranza è riposta nei pochi rimasti discendenti di Set.
In seguito alla successione di dieci stirpi, Noè assiste impotente all'assassinio di suo padre Lamech da parte del capostirpe degli attuali discendenti di Caino, Tubal-cain.
Anni dopo, Noè diviene padre di tre figli, ovvero Sem, Cam e Jafet. Una notte, egli vede in sogno una misteriosa inondazione e la montagna dove vive suo nonno Matusalemme. Risvegliatosi, si rende conto che ciò era un messaggio divino, per cui decide di intraprendere un viaggio con i suoi familiari per dirigersi da Matusalemme e chiedergli risposte.
Durante il viaggio, trovano una bambina di nome Ila ferita gravemente al ventre. Naameh, la moglie di Noè, si offre di curarla e di prenderla con loro, ma subito dopo avverte suo marito che a causa della ferita ella non potrà mai avere figli. Si imbattono poi in un gruppo di Vigilanti, simili ad orrendi giganti di pietra, il cui capo, Samyaza, ordina di gettarli in una fossa e lasciarli morire; uno di loro però, il Guardiano Og, si offre inaspettatamente di accompagnarli a destinazione. Egli spiega che un tempo i Vigilanti erano angeli di pura luce che, guardando la stirpe di Adamo ed Eva nella miseria, contravvenendo all'ordine del Creatore, decisero di aiutarla, al prezzo del loro aspetto che il fango e la terra imprigionarono per sempre; grazie alle loro abilità gli uomini sopravvissero, ma col tempo le trasformarono in strumenti di violenza e resero schiavi i Vigilanti. Ci fu un uomo, però, che li salvò e quell'uomo era proprio Matusalemme, un membro della stirpe di Set.
Arrivati alla montagna, Noè porta Sem con sé sino alla grotta di Matusalemme, dove finalmente scopre la sua missione: costruire un'arca dove mettere in salvo una coppia per ogni specie di animale dal diluvio che il Creatore ha in progetto. A questo proposito Matusalemme dona al nipote qualcosa di inaspettato: un seme proveniente dall'Eden. Quella sera stessa Noè pianta il seme nella terra. Il giorno dopo, Noè e i suoi cari scoprono che Og sta per essere portato via da Samyaza e dai Vigilanti Magog e Rameel, colpevole di aver aiutato l'uomo e la sua famiglia, ma il Creatore, inondando d'acqua il seme e facendo crescere una gigantesca foresta, fa capire a Samyaza che la missione che Lui ha dato a Noè è molto importante. Inizia subito il suo progetto per una gigantesca arca, con Noè aiutato dalla sua famiglia e dai Vigilanti.
Passato qualche anno, la costruzione dell'arca sta volgendo quasi al termine. Nel frattempo, Sem e Ila ormai cresciuti, si sono innamorati, ma ella pensa che il suo amato debba meritare una donna fertile che possa donargli una famiglia. Cam invece, al contrario del fratello, non ha moglie né spasimante, ma brama di non essere più trattato come un bambino dal padre. Purtroppo, durante le ultimazioni dell'arca, vengono raggiunti da una tribù di discendenti di Caino, comandati da Tubal-cain, lo stesso uomo artefice dell'omicidio di Lamech. L'uomo avverte Noè che loro non intendono piegarsi ad un improbabile miracolo, in quanto ritenuti superiori a qualsiasi cosa, anche al Creatore stesso. Nonostante tutto, Tubal-cain avverte che se mai il diluvio dovesse avvenire, loro salirebbero sull'arca con lui. Noè comincia a rendersi conto di quanto anche loro siano simili agli uomini di Tubal-cain. Pensa infatti che nessun uomo può sfuggire all'odio e alla violenza di Caino, per cui decide che al termine della tempesta nessun altro uomo dopo di loro dovrà mai vivere sulla Terra, ritenendo sia ciò che lo stesso Creatore desidera.
Tuttavia, Cam vorrebbe avere sull'arca una donna anche per sé, proprio come Sem, e a causa di questo ha un brusco litigio col padre e si allontana. Naameh, convinta che la decisione di suo marito sia uno sbaglio, si reca da Matusalemme a chiedergli aiuto in quanto le piacerebbe che i loro figli vivessero felici con le proprie mogli e le proprie famiglie. Matusalemme si dirige quindi ai piedi della montagna in cerca di bacche, ma incontra Ila, la quale, accorsa alla ricerca di Cam, si fa dare la sua benedizione e diviene finalmente fertile. La ragazza corre nel bosco e trova l'amato Sem e i due finalmente consumano la loro passione reciproca. Cam, intanto, trova in una fossa di cadaveri uccisi da Tubal-cain una ragazza di nome Na'el con la quale instaura subito un legame. Il diluvio però ha inizio e Noè è costretto a far risalire i suoi figli sull'arca. Tubal-cain e i suoi soldati attaccano Noè, ma questi viene aiutato dai Vigilanti, i quali, per via del loro nobile gesto, vengono infine riaccolti in cielo.
Durante l'imbarco, Cam vorrebbe portare Na'el con sé, ma mentre i due fuggono verso l'arca, la ragazza cade in una tagliola da cui Cam non riesce a liberarla. Noè accorre in aiuto di suo figlio, che lo prega di salvare anche Na'el. Il patriarca invece la abbandona al suo destino e la ragazza muore investita dai soldati di Tubal-cain. Nel caos della battaglia, Noè perde di vista Cam, il quale è già salito sull'arca perché infuriato con il padre per il suo gesto senza pietà: il vigilante Samyaza lo fa passare mentre i giganti respingono e uccidono quanti più soldati possono; solo Tubal-cain riesce ad infiltrarsi nell'arca, ma rimane ugualmente ferito. Alla fine l'acqua prende il sopravvento sulla Terra e tutti gli altri uomini vengono sommersi. Anche Matusalemme trova la morte, accettandola serenamente. Sull'arca, intanto, Cam scopre che Tubal-cain è riuscito a salire a bordo ma decide di tenerlo nascosto al padre e di aiutarlo a riprendersi dalle ferite ricevute in battaglia.
I piani di Noè vanno come previsto, ma ad un tratto arriva una notizia a sconvolgere l'intera situazione: Ila è incinta e ciò crea dei disagi nell'animo di Noè in quanto la nascita di un altro bambino porterebbe a nuove stirpi della razza umana, cosa che, secondo Noè, rappresenterebbe una grave ed ulteriore disobbedienza verso il Creatore. Il patriarca decide quindi che se mai dovesse nascere una femmina, egli sarebbe costretto ad ucciderla poiché in grado di procreare altri uomini e la sua deduzione spinge ovviamente Sem e Ila ad inveire contro di lui per il bene del figlio. Naameh però lo avverte che se mai fosse capace di commettere un atto così atroce, morirà da solo e dimenticato da tutte le persone a lui più care.
Al termine della incessante pioggia, Sem e Ila per proteggere il loro bambino dall'ira di Noè decidono di fuggire su una zattera, ma questi la incendia scatenando la collera del figlio che si rifiuta di vedere il frutto del suo amore con Ila morire per mano del suo stesso padre. Il parto di Ila è però imminente, infatti a causa di alcune contrazioni, la ragazza viene portata al sicuro da Naameh. Sem e suo fratello minore Jafet si appostano difronte alla tenda dove Ila sta partorendo, per proteggere lei ed il nascituro da Noè. Nel mentre Tubal-cain, ripresosi dalle ferite, decide di usare Cam come esca per uccidere finalmente Noè. I due ingaggiano quindi una feroce lotta, alla fine della quale però Cam prende le difese del padre e uccide Tubal-cain pugnalandolo con un coltello. Subito dopo la fine dello scontro, Cam rimprovera il padre di non aver mantenuto la promessa, ossia salvare sull'arca tutti gli innocenti, poiché egli non ha voluto salvare Na'el. Intanto Ila dopo un parto difficoltoso ha dato alla luce non una, ma bensì due bellissime gemelle femmine. Noè è deciso ad eliminarle entrambe nonostante la moglie cerchi di impedirglielo e le strazianti suppliche della neo madre. Quando però è sul punto di compiere il folle gesto, viene assalito dai rimorsi e getta a terra il pugnale. Ila, travolta dal sollievo abbraccia le sue figlie e viene subito raggiunta da Sem, che prontamente la consola.
Finalmente le acque si prosciugano e la Terra ricomincia a germogliare. Noè si allontana però dai suoi familiari consapevole di aver arrecato dolore ai suoi familiari e di essere andato contro il volere del Signore e inizia ad ubriacarsi: è Cam che lo trova per primo, nudo in mezzo alla spiaggia, e chiama Sem e Jafet che lo coprono con una coperta; ancora stordito, Noè chiede dove sia Cam per cercare di scusarsi con lui, ma il figlio, incapace di perdonare il padre per aver lasciato morire la povera Na'el, gli lancia il sacchetto con dentro la pelle del serpente dell'Eden con cui il padre lo aveva benedetto e si allontana dalla sua famiglia, desideroso di trovare finalmente un posto adatto a lui. A quel punto Noè, disperato, scoppia a piangere per aver perduto l'affetto del figlio e si pente. Parlando con Ila, Noè capisce che ciò che ha fatto era in realtà un gesto di amore e non di disobbedienza nei confronti del Creatore. Noè, riceve il perdono di Sem ed Ila, si riavvicina alla sua famiglia ed infine benedice le due piccole nipoti.

## Produzione

### Concezione e sceneggiatura
Darren Aronofsky spiegò di essersi interessato per la prima volta alla storia di Noè da studente, quando utilizzò la sua storia in un compito scolastico. Anni dopo, al termine della produzione del film del 1998 π - Il teorema del delirio, alla ricerca di nuove idee per la scrittura di un film, iniziò a lavorare ad una bozza di sceneggiatura con protagonista il patriarca biblico. Tuttavia, poiché era già in produzione la fiction televisiva L'arca di Noè, sospese il progetto e non completò la bozza prima del 2003.
Aronofsky ebbe difficoltà ad adattare la sceneggiatura alla durata di un lungometraggio poiché la storia presente nella Bibbia è relativamente corta e cita solo gli avvenimenti principali, non menzionando neanche i nomi di diversi personaggi della famiglia di Noè, il quale, secondo Aronofsky, va incontro ad una vera e propria sindrome del sopravvissuto dopo il diluvio; ciò e il riferimento biblico ad un litigio con uno dei suoi figli serviranno da spunto all'autore per colmare i buchi narrativi e creare una storia adeguata per un film completo.
Ari Handel, già collaboratore di Aronofsky per i film The Fountain - L'albero della vita, The Wrestler ed Il cigno nero, lo aiutò a perfezionare la sceneggiatura. Prima che trovassero una casa di produzione, entrambi collaborano con il fumettista canadese Niko Henrichon per adattare lo script in una graphic novel, pubblicata in francese nell'ottobre 2011 dall'editore belga Le Lombard, col titolo Noé: Pour la cruauté des hommes. In seguito, Aronofsky trovò un accordo con la Paramount Pictures e New Regency Pictures per produrre il film Noah, per il quale venne stanziato un cospicuo budget di circa 125 milioni di dollari Anche se non è accreditato, John Logan, prima dell'inizio delle riprese, collaborò con Aronofsky per la scrittura della versione finale della sceneggiatura.
Secondo il produttore Scott Franklin, anche se il film si discosta dal racconto biblico, gli autori si sono mantenuti vicini allo spirito degli eventi narrati. La National Religious Broadcasters statunitense spiegò come le tematiche del film includano «peccato, giudizio, giustizia e Dio come Creatore», evidenziando come gli autori, in particolare nelle scene riferite alla creazione promuovano l'evoluzionismo teista. Secondo Ari Handel nella Bibbia si passa dal giudizio e castigo divino alla grazia e alla misericordia post-diluvio, con lo stesso Dio che si promette di non ripetere tale distruzione; questo percorso emozionale viene incarnato nel film dalla figura di Noè.

### Cast
- Russell Crowe è Noè. L'attore viene confermato nel ruolo il 22 aprile 2012[9]. Inizialmente il ruolo venne offerto a Christian Bale e poi a Michael Fassbender, i quali però rifiutarono il progetto[10]
- Jennifer Connelly è Naameh, la moglie di Noè[11]. Per questo ruolo fu considerata l'attrice Julianne Moore[12]
- Anthony Hopkins è Matusalemme, il nonno di Noè[13]
- Logan Lerman e Douglas Booth interpretano rispettivamente Cam e Sem, i figli di Noè[14]
- Emma Watson è la figlia adottiva di Noè[15], personaggio inventato per il film perché mai menzionato nella Bibbia. Per questo ruolo furono considerate le attrici Saoirse Ronan, Bella Heathcote e Dakota Fanning; la prima scelta del regista fu la Fanning, che dovette rifiutare per conflitti di programmazione, mentre la Heathcote, che colpì Aronofsky nel provino, dovette abbandonare perché non riuscì a liberarsi da altri impegni presi in precedenza per altre riprese[16]. Infine fu scelta la Watson.
- Dakota Goyo è Noè da giovane[17]
- Ray Winstone è Tubal-cain, l'avversario/nemesi di Noè[18]. Per questo ruolo furono presi in considerazione gli attori Liam Neeson, Liev Schreiber e Val Kilmer, ma il regista dichiarò di volere "un attore con grinta e grande fisico per essere convincente nel testa a testa contro Crowe/Noè"[18], così il ruolo andò a Ray Winstone[19]
- Marton Csokas è Lamech[20], padre di Noè
- Madison Davenport è Na'el[21]
- Nick Nolte presta la voce al guardiano Samyaza, un angelo caduto e capo dei Vigilanti[22]
- Frank Langella presta la voce ad Og, un guardiano che aiuta Noè e la sua famiglia[17]
- Jóhannes Haukur Jóhannesson e Arnar Dan interpretano rispettivamente Caino ed Abele nei flashback.

### Riprese
Le riprese del film sono iniziate nel mese di luglio in Islanda (tra Dyrhólaey, Fossvogur e Reynisfjara) e sono terminate il 17 novembre 2012. Le altre location sono in Messico (nello stato di Durango) e negli Stati Uniti d'America (tra gli stati di New York, Mississippi e California).

### Effetti speciali
Gli effetti speciali sono curati dalla Industrial Light & Magic.
In accordo col regista, gli animali che si vedono nel film sono stati creati senza utilizzare veri animali moderni, immaginando gli animali presenti migliaia di anni fa.

### Post-produzione
La Paramount Pictures ha deciso di convertire il film in 3D, spendendo 10 milioni di dollari. Il film in 3D è stato distribuito in 65 nazioni, tra cui non sono compresi Stati Uniti d'America, Regno Unito, Francia ed Australia, dove la pellicola è stata visibile solo in 2D.

## Colonna sonora
La colonna sonora del film viene curata da Clint Mansell, che aveva già curato le soundtrack di tutti i precedenti film del regista Darren Aronofsky.

## Promozione
Al San Diego Comic-Con International del 2012 viene mostrato un breve filmato per pubblicizzare il progetto, di cui erano ancora in corso le riprese.
Il 13 novembre 2013 vengono diffusi online due brevi estratti del trailer ufficiale (della durata di 0:06 e 0:18 minuti), che verrà pubblicato il giorno seguente. Assieme al breve sneak peek del trailer, vengono pubblicati anche i poster ufficiali del film, nella versione statunitense ed italiana.
(Tagline del film)

## Distribuzione
Il primo trailer ufficiale del film viene diffuso il 14 novembre 2013.
La pellicola è stata distribuita nelle sale cinematografiche statunitensi a partire dal 28 marzo 2014, mentre in quelle italiane dal 10 aprile sia in 2D che in 3D.
Il film è stato vietato in Pakistan, Bahrein, Qatar, Emirati Arabi Uniti, Malaysia, Indonesia, Medio Oriente e paesi Nordafricani prima della sua pubblicazione, perché secondo i governi di quei paesi "il film contraddice gli insegnamenti dell'Islam".

## Accoglienza

### Incassi
Nel nord America il film ha incassato $ 43,7 milioni nel primo weekend classificandosi primo al botteghino, in Russia e in Brasile ha incassato rispettivamente 17,2 milioni e 9,8 milioni, mentre in Sud Corea circa 1,1 milioni. Il film ha incassato $ 101.200.044 negli Stati Uniti, mentre globalmente ha incassato $ 362.637.473.

### Critica
Sull'aggregatore Rotten Tomatoes il film riceve il 76% delle recensioni professionali positive con un voto medio di 6,5 su 10, basato su 256 critiche, mentre su Metacritic ottiene un punteggio di 68 su 100 basato su 46 critiche.

## Riconoscimenti
- 2015 - Golden Globe
  - Candidato per la migliore canzone originale a Patti Smith e Lenny Kaye (Mercy Is)
- 2015 - Satellite Awards
  - Candidato per il migliori costumi a Michael Wilkinson
  - Candidato per la miglior scenografia a Debra Schutt, Mark Friedberg
  - Candidato per il miglior sonoro a Craig Henighan, Ken Ishii, Skip Lievsay
  - Candidato per i migliori effetti visivi a Ben Snow, Burt Dalton, Dan Schrecker, Marc Chu
- 2014 - St. Louis Gateway Film Critics Association Awards
  - Candidato per i migliori effetti speciali
- 2015 - VES Awards
  - Candidato per il miglior ambiente creato in un film
- 2014 - Teen Choice Awards
  - Candidato per il miglior attore in un film drammatico a Russell Crowe
  - Candidato per la miglior attrice in un film drammatico ad Emma Watson
- 2015 - People's Choice Awards
  - Candidato per il film drammatico preferito dal pubblico
- 2015 - Saturn Award[40]
  - Candidato per il miglior film d'azione/avventura
- 2014 - Annie Award
  - Candidato per i migliori effetti animati in un film
- 2014 - St. Louis Film Critics Association
  - Candidato per i migliori effetti visivi
- 2014 - Golden Trailer Awards
  - Candidato per il miglior spot drammatico per la Tv
- 2014 - Hollywood Post Alliance
  - Candidato per il miglior sonoro